# 喬瑟夫·麥克吉帝·尼克爾
喬瑟夫·麥克吉帝·尼克爾（英語：Joseph McGinty "McG" Nichol，1968年8月9日—）是一名美国男导演。因为他的母亲姓McGinty，因而其家人和公众媒体也常称呼他为麥克G（英語：McG）。尼克爾曾多次参与过《霹雳娇娃》、《橘郡风云》和《邪恶力量》的创作与导演。

## 生平
McG生于密歇根州，在加州新港长大，后来考入加州大學爾灣分校学习心理学专业。毕业以后却从事了一些拍摄广告照片以及为歌手拍摄写真的工作。后来，得益于接触娱乐圈人士，他受聘于一家唱片公司成为了音乐制作人。他为这家公司写了一些歌曲，1995年及1997年，这些歌曲分别发行在专辑之中。除了写歌之外，他还拍摄过MV以及小型的音乐纪录片。借由这些经历，他后来拍摄了一系列的电视广告，包括美国职业棒球大联盟的电视宣传片、可口可乐公司的电视广告。他为一家服装品牌拍摄的广告还曾在1999年的伦敦国际电影节上获得过奖项。
2000年，McG的作品终于登上了大屏幕。受德鲁·巴里摩尔邀请，他接过了《霹雳娇娃》的导演棒，这部影片改编自70年代的电视连续剧。德鲁·巴里摩尔为制片人之一，并在本片中担任女主角。这部影片讲述的是3位身怀绝技的女特工在她们的神秘老板查理的指挥下，执行各种任务的故事。2003年霹雳娇娃拍摄了续作《霹靂嬌娃：全速進攻》。这部影片继续由McG担任导演，这2部影片的全球票房都超过了2亿美元。在这之后，他接拍了一部名为《我们是马歇尔》的电影，讲述大学橄榄球队中发生的故事。不过这部电影并没有获得《霹雳娇娃》那样的成功。在2009年，McG指导了《终结者2018》，这也是第4部《终结者》系列电影。不过这部电影的评价不高。
除了电影以外，McG还曾参与过一些电视剧的制作和拍摄工作，例如《快车道》、《橘郡风云》、《超市特工》和《邪恶力量》。《超市特工》是由他的公司投资拍摄的，他本人还曾担任过这部电视剧第1集的导演。

## 影视作品
| 电影                        | 电影                                                                            | 电影 | 电影 | 电影 | 电影                       |
| 年份                        | 片名                                                                            | 职务 | 职务 | 职务 | 备注                       |
| 年份                        | 片名                                                                            | 导演 | 制片 | 编剧 | 备注                       |
| --------------------------- | ------------------------------------------------------------------------------- | ---- | ---- | ---- | -------------------------- |
| 2000                        | 《霹雳娇娃》 Charlie's Angels                                                   | 是   | 否   | 否   |                            |
| 2003                        | 《霹雳娇娃：全速进攻》 Charlie's Angels: Full Throttle                          | 是   | 否   | 否   |                            |
| 2006                        | 《生存遊戲》 Stay Alive                                                         | 否   | 是   | 否   |                            |
| 2006                        | 《希望不滅》 We Are Marshall                                                    | 是   | 是   | 否   |                            |
| 2009                        | 《终结者2018》 Terminator Salvation                                             | 是   | 否   | 否   |                            |
| 2010                        | Fantasyland                                                                     | 否   | 是   | 否   | 在SnagFilms网站上首映      |
| 2012                        | 《特工争风》 This Means War                                                     | 是   | 是   | 否   |                            |
| 2012                        | 《盗数计时》 Stolen                                                             | 否   | 是   | 否   | 執行製片人                 |
| 2014                        |                                                                                 |      |      |      |                            |
| 《三日杀戮》 3 Days to Kill | 是                                                                              | 否   | 否   |      |                            |
| 2015                        | 《恐龙尤物》 The Duff                                                           | 否   | 是   | 否   |                            |
| 2017                        | 《辣手保姆》 The Babysitter                                                     | 是   | 是   | 否   |                            |
| 2018                        | 《姐就是美》 I Feel Pretty                                                      | 否   | 是   | 否   |                            |
| 2019                        | 《地球邊緣》 Rim of the World                                                   | 是   | 是   | 否   |                            |
| 2020                        | 《辣手保姆：女王蜂》 The Babysitter: Killer Queen                               | 是   | 是   | 是   |                            |
| 2021                        | 《愛情很難》 Love Hard                                                          | 否   | 是   | 否   |                            |
| 2022                        | 《女孩我最高2》 Tall Girl 2                                                     | 否   | 是   | 否   |                            |
| 2023                        | 《變身沃買尬》 Family Switch                                                    | 是   | 是   | 否   |                            |
| 2024                        | 《醜人兒》 The Uglies                                                           | 是   | 是   | 否   |                            |
| TBA                         | 《小戰士之路》 Way of the Warrior Kid                                           | 是   | 是   | 否   |                            |
| 电视                        |                                                                                 |      |      |      |                            |
| 年份                        | 剧名                                                                            | 职务 | 职务 | 职务 | 备注                       |
| 年份                        | 剧名                                                                            | 导演 | 制片 | 编剧 | 备注                       |
| 2002                        | 《快车道》 Fastlane                                                             | 是   | 是   | 是   | 只参与了第1集的创作和导演  |
| 2003–07                     | 《橘郡风云》 The O.C.                                                           | 否   | 是   | 否   |                            |
| 2004                        | 《雪板少年》 The Mountain                                                       | 否   | 是   | 否   |                            |
| 2005–20                     | 《超自然档案》 Supernatural                                                     | 否   | 是   | 否   |                            |
| 2007                        | 《性感小野猫：寻找新成员》 Pussycat Dolls Present: The Search For the Next Doll | 否   | 是   | 否   |                            |
| 2007–2012                   | 《超市特工》 Chuck                                                              | 是   | 是   | 否   | 只导演了第1集              |
| 2008                        | 《性感小野猫：寻找新组合》 Pussycat Dolls Present: Girlicious                   | 否   | 是   | 否   |                            |
| 2008                        | 《绯闻姐妹会》 Sorority Forever                                                 | 否   | 是   | 否   | 网播剧                     |
| 2010                        | Exposed                                                                         | 否   | 是   | 否   | 网播剧。                   |
| 2010–11                     | 《替身标靶》 Human Target                                                       | 否   | 是   | 否   |                            |
| 2010                        | 《見鬼者》 Ghostfacers                                                          | 否   | 是   | 否   | 《超自然档案》衍伸网络短剧 |
| 2010–13                     | 《尼基塔》 Nikita                                                               | 否   | 是   | 否   |                            |
| 2011                        | 《志在高远》 Aim High                                                           | 否   | 是   | 否   | 网播剧                     |
| 2013                        | Westside                                                                        | 是   | 是   | 否   | ABC試播集                  |
| 2014                        | 《萝拉的秘密》 The Mysteries of Laura                                           | 是   | 是   | 否   | NBC試播集                  |
| 2016                        | 《闇影獵人》 Shadowhunters                                                      | 是   | 是   | 否   | 只导演了第1集              |
| 2016–18                     | 《致命武器》 Lethal Weapon                                                      | 是   | 是   | 否   | 執行製片人                 |
| 2017                        | Behind Enemy Lines                                                              | 是   | 是   | 否   | 未執行試播集               |
| 2021                        | 《古惑丑拍檔》 Turner & Hooch                                                   | 是   | 是   | 否   | 1集                        |